# Estadi Olímpic

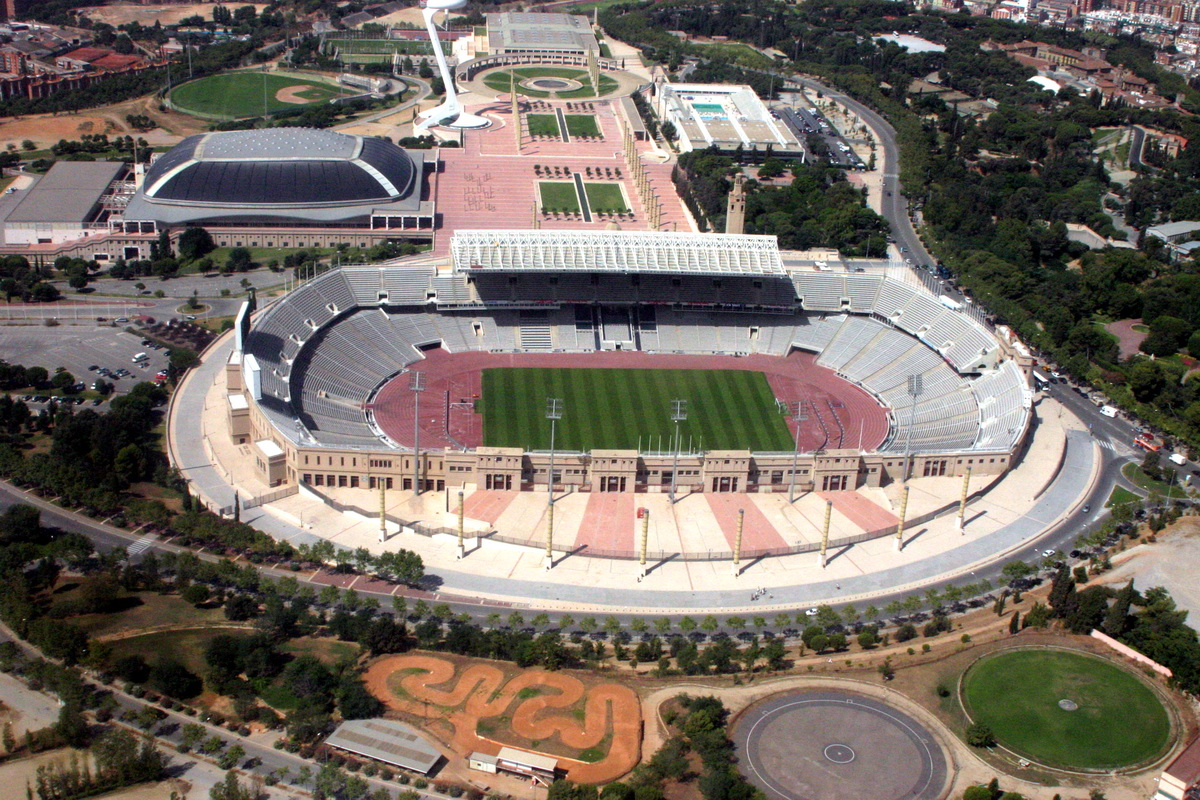
Estadi Olímpic Lluís Companys de Barcelona.

Estadi Olímpic correspon a la denominació que reben aquells estadis dissenyats especialment per a la realització dels Jocs Olímpics.
En general, l'estadi és utilitzat només per a les cerimònies d'obertura i clausura dels Jocs, encara que també és utilitzat usualment per les competicions d'atletisme i com a meta de l'esdeveniment de la marató i de les proves de marxa.
No obstant això, el títol d'estadi olímpic no és exclusiu per a les seus dels Jocs. Molts estadis empren aquesta denominació tot i no haver albergat l'esdeveniment, mentre altres seus olímpiques no porten aquesta denominació en el seu nom. El terme també és utilitzat per denominar a aquells recintes que inclouen una pista atlètica dissenyada sota els estàndards de l'IAAF i el COI.

## Seus olímpiques

### Jocs d'estiu
- Jocs Olímpics d'Atenes 1896, Estadi Panathinaiko (Atenes, Grècia)
- Jocs Olímpics de París 1900, Vélodrome de Vinncenes (París, França)
- Jocs Olímpics d'estiu de 1904, Francis Field (Saint Louis (Missouri))
- Jocs Olímpics d'estiu de 1908, Estadi de White City (Londres)
- Jocs Olímpics d'Estocolm 1912, Estadi Olímpic d'Estocolm (Estocolm, Suècia)
- Jocs Olímpics d'estiu de 1920, Estadi Olímpic d'Anvers (Anvers, Bèlgica)
- Jocs Olímpics de París 1924, Estadi Olímpic Yves-du-Manoir (París)
- Jocs Olímpics d'estiu de 1928, Estadi Olímpic d'Amsterdam (Amsterdam)
- Jocs Olímpics d'estiu de 1932, Los Angeles Memorial Coliseum (Los Angeles)
- Jocs Olímpics de Berlín 1936, Estadi Olímpic de Berlín (Berlín)
- Jocs Olímpics d'estiu de 1948, Estadi de Wembley (Londres)
- Jocs Olímpics d'estiu de 1952, Estadi Olímpic de Hèlsinki (Hèlsinki)
- Jocs Olímpics d'estiu de 1956, Melbourne Cricket Ground (Melbourne)
- Jocs Olímpics de Roma 1960, Estadi Olímpic de Roma (Roma)
- Jocs Olímpics de Tòquio 1964, Estadi Olímpic de Tòquio (Tòquio)
- Jocs Olímpics de Mèxic 1968, Estadi Olímpic Universitari ( Mèxic)
- Jocs Olímpics d'estiu de 1972, Estadi Olímpic de Múnic (Múnic)
- Jocs Olímpics de Mont-real 1976, Estadi Olímpic de Mont-real (Montreal)
- Jocs Olímpics de Moscou 1980, Estadi Olímpic Luzhniki (Moscou)
- Jocs Olímpics d'estiu de 1984,  Memorial Coliseum (Los Angeles)
- Jocs Olímpics d'estiu de 1988, Estadi Olímpic de Seül (Seül)
- Jocs Olímpics d'estiu de 1992, Estadi Olímpic Lluís Companys (Barcelona)
- Jocs Olímpics d'Atlanta 1996, Centennial Olympic Stadium (Atlanta)
- Jocs Olímpics d'estiu del 2000, Telstra Stadium (Sydney)
- Jocs Olímpics d'Atenes 2004, Estadi Olímpic d'Atenes (Atenes)
- Jocs Olímpics de Pequín 2008, Estadi Nacional de Pequín (Pequín)
- Jocs Olímpics de Londres 2012, Estadi Olímpic de Londres (Londres)
- Jocs Olímpics de Rio de Janeiro 2016, Estadi Maracaná (Rio de Janeiro)[a]
- Jocs Olímpics de Tòquio 2020, Estadi Olímpic de Tòquio (Tòquio)
- Jocs Olímpics de París 2024, Jardins del Trocadéro i Riu Sena (París)[b]

### Jocs d'hivern
- Jocs Olímpics d'hivern 1924, Estadi Olímpic de Chamonix (Chamonix, França)
- Jocs Olímpics d'hivern de 1928, St Moritz Olympic Ice Rink (Sankt Moritz, Suïssa)
- Jocs Olímpics d'hivern de 1932, Lake Placid Speedskating Oval (Lake Placid,  Nova York)
- Jocs Olímpics d'hivern de 1936, Olympia Skistadion (Garmisch-Partenkirchen)
- Jocs Olímpics d'hivern de 1948, St Moritz Olympic Ice Rink (Sankt Moritz, Suïssa)
- Jocs Olímpics d'hivern 1952, Bislett stadion (Oslo, Noruega)
- Jocs Olímpics d'hivern de 1956, Stadio Olympic (Cortina d'Ampezzo, Itàlia)
- Jocs Olímpics d'hivern 1960, Blyth Arena (Squaw Valley, Califòrnia)
- Jocs Olímpics d'hivern 1964, Bergisel (Innsbruck, Àustria)
- Jocs Olímpics d'hivern de 1968, Estadi Olímpic de Grenoble (Grenoble, França)
- Jocs Olímpics d'hivern de 1972, Makomanai Open Stadium (Sapporo, Japó)
- Jocs Olímpics d'hivern de 1976, Bergisel (Innsbruck, Àustria)
- Jocs Olímpics d'hivern de 1980, Lake Placid Equestrian Stadium (Lake Placid (Nova York)
- Jocs Olímpics d'hivern de 1984, Asim Ferhatović Hase Stadium (Sarajevo)
- Jocs Olímpics d'hivern de 1988, McMahon Stadium (Calgary, Canadà)
- Jocs Olímpics d'hivern de 1992, Théâtre des Ceremonies (Albertville, França)
- Jocs Olímpics d'hivern de 1994, Lysgårdsbakken (Lillehammer, Noruega)
- Jocs Olímpics d'hivern de 1998, Estadi Olímpic de Nagano (Nagano, Japó)
- Jocs Olímpics d'hivern de 2002, Estadi Rice-Eccles, (Salt Lake City, Utah)
- Jocs Olímpics d'hivern de 2006, Estadi Olímpic de Torí (Torí, Itàlia)
- Jocs Olímpics d'hivern de 2010,  BC Place Stadium (Vancouver, Canadà)
- Jocs Olímpics d'hivern de 2014, Estadi Olímpic de Sochi (Sotxi, Rússia)
- Jocs Olímpics d'hivern de 2018, Estadi Olímpic de Pyeongchang (Pyeongchang, Corea del Sud)
- Jocs Olímpics d'hivern de 2022, Estadi Nacional de Pequín (Pequín, República Popular de la Xina)

## Altres estadis
Altres ciutats que no han albergat Jocs Olímpics, però que compten amb instal·lacions anomenades olímpiques són les següents:
- Estadi Olímpic Atatürk, a la ciutat d'Istanbul, Turquia
- Estadi Olímpic de Córdoba, a la ciutat de Córdoba, Argentina.
- Estadi Olímpic de la Cartuja, a la ciutat de Sevilla, Espanya.
- Estadi Olímpic de la UCV, a la ciutat de Caracas, Veneçuela
- Estadi Olímpic de Madrid, a la ciutat de Madrid, Espanya.
- Estadi Olímpic de Montevideo, a la ciutat de Montevideo, Uruguai.
- Estadi Olímpic Pascual Guerrero, a la ciutat de Santiago de Cali, Colòmbia.
- Estadi Olímpic Universitari de Colima, Mèxic.
- Estadi Olímpic Universitari de la Universitat Autònoma de Chihuahua, a la ciutat de Chihuahua, Mèxic.
- Estadio Olímpic Nacional, a la ciutat de Kíev, Ucraïna.
- Estadi Olímpic Félix Sánchez, a la ciutat de Santo Domingo, República Dominicana.
- Estadi Monumental, a la ciutat de Buenos Aires, Argentina.
- Estadi Hernando Siles, a La Paz, Bolívia
- Estadi Nacional de Chile, a Santiago de Xile
- Estadi Olímpic Metropolitano, a San Pedro Sula, Hondures.
- Estadi Olímpic, Vila Olímpica de Tegucigalpa a Tegucigalpa, Hondures